# 1841 Масарик
1841 Masaryk је астероид. Приближан пречник астероида је 46,07 km,
а средња удаљеност астероида од Сунца износи 3,420 астрономских јединица (АЈ).
Инклинација (нагиб) орбите у односу на раван еклиптике је 2,621 степени, а орбитални период износи 2310,275 дана (6,325 година). Ексцентрицитет орбите астероида износи 0,097.
Апсолутна магнитуда астероида износи 10,80 а геометријски албедо 0,039.
Астероид је откривен 26. октобра 1971. године.